# Alexești (okręg Jassy)
Alexești – wieś w Rumunii, w okręgu Jassy, w gminie Ipatele. W 2011 roku liczyła 44 mieszkańców.